# Norman Macbeth
Norman Macbeth (Greenock 1821 - 27 février 1888 Londres) est un portraitiste écossais.

## Biographie

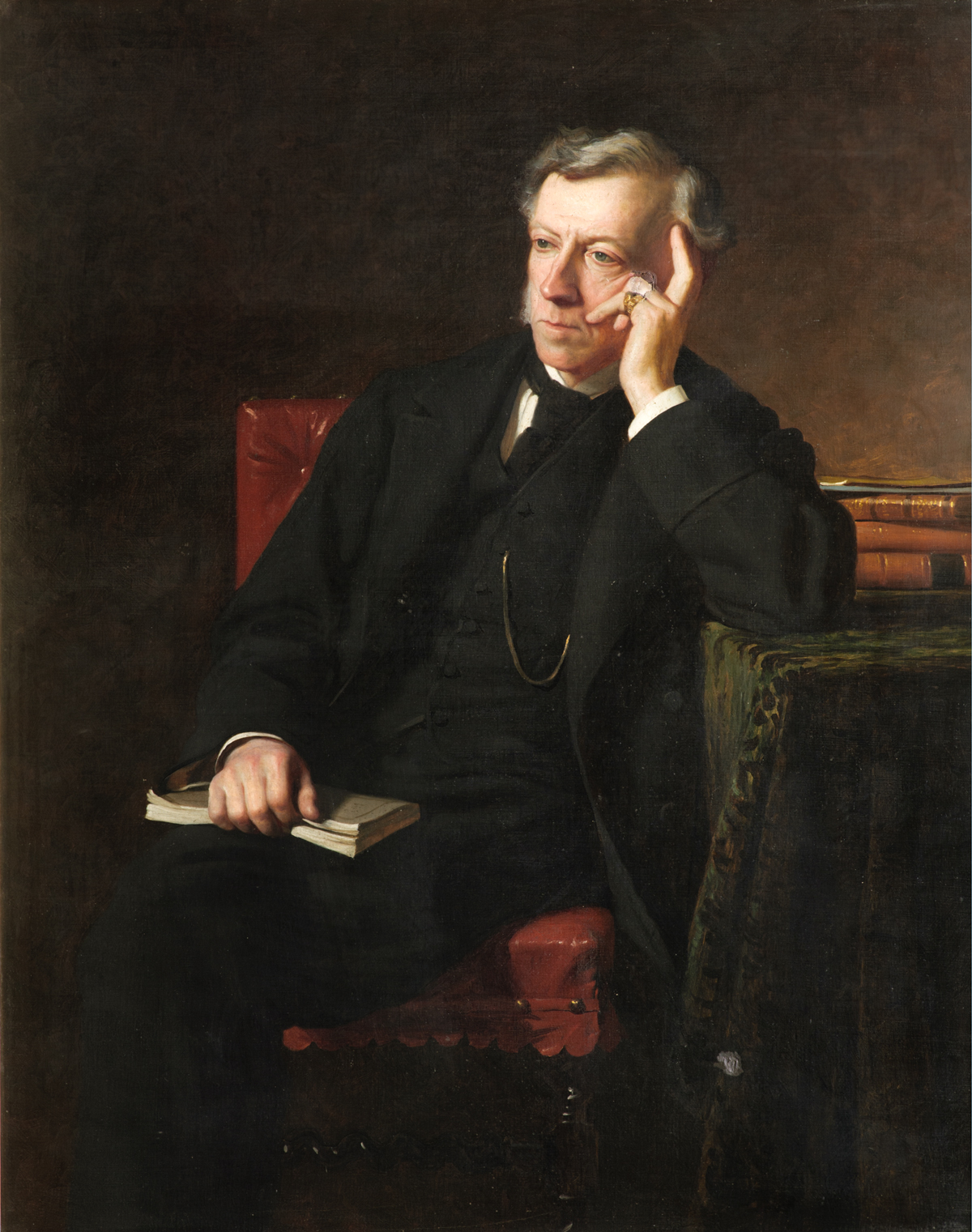
William Ferguson de Kinmundy, portrait par Norman Macbeth

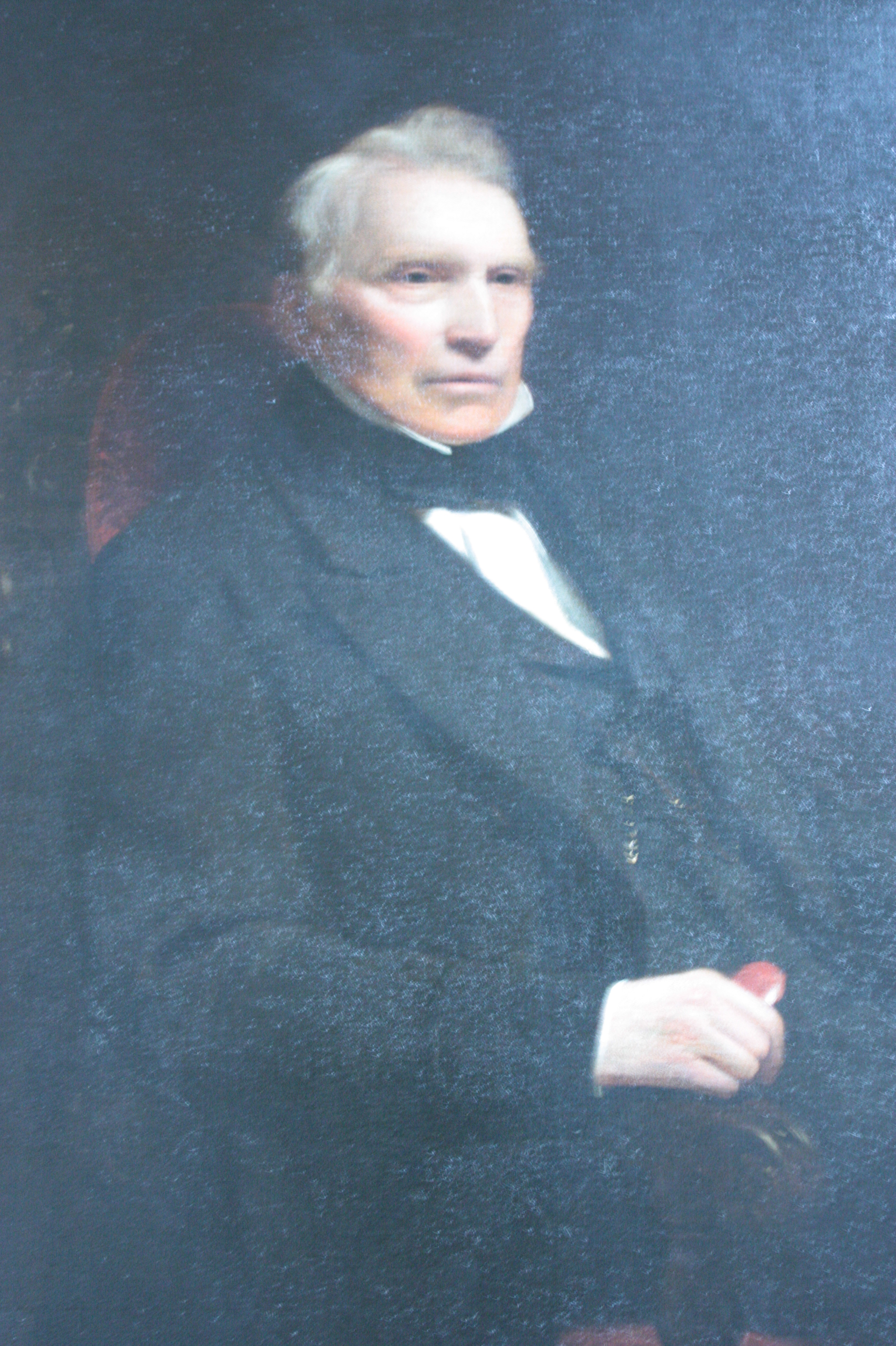
James Blackadder, maître de la Merchant Company, Édimbourg, par Norman Macbeth

Il est né à Greenock, où son père James Macbeth est un agent d'accise. Il fait un apprentissage de sept ans comme graveur à Glasgow, puis part à Londres, où il étudie à la Royal Academy Schools et copie des œuvres d'art à la National Gallery. Il s'installe à Paris, où il travaille au Louvre et étudie auprès d'un maître.
En 1845, Macbeth s'établit comme portraitiste à Greenock, s'installe à Glasgow en 1848 et, en 1856, exerce à nouveau à Greenock. Depuis 1845, il contribue régulièrement aux expositions de la Royal Scottish Academy et, en 1861, il se rend à Édimbourg. Là, il connait le succès en tant que portraitiste et est élu académicien royal écossais associé (ARSA) en 1870, et membre à part entière en 1880, ce qui lui permet d'ajouter les lettres «RSA» après son nom.
Environ deux ans avant sa mort, Macbeth part à Londres. Il y représente la Royal Scottish Academy en tant que fiduciaire du British Institution Scholarship Fund. Il y meurt le 27 février 1888.

## Travaux
Les portraits de Macbeth sont considérés comme ayant des ressemblances indéniables avec le modèle. Ses œuvres comprennent les portraits de John Steell, acquis par la Royal Scottish Academy, et celui de William Lindsay Alexander (en), par la Scottish National Portrait Gallery.
Son portrait de Patrick Don Swan de Springfield est conservé à Kirkcaldy.

## Famille
Macbeth épouse Mary Walker et ils ont six fils. Trois d'entre eux James Macbeth (1847-1891), Robert Walker Macbeth (1848-1910) et Henry Macbeth-Raeburn (1860-1947) sont également devenus artistes, et Allan Macbeth un musicien. Un autre fils nommé d'après lui, Norman Macbeth, a une fille Ann Macbeth qui joue un rôle important dans le mouvement de Glasgow. Mary Walker Macbeth, une fille, épouse Arthur Thomson,.